# Jerry Msane
Jerry Msane, né le 5 août 1997, est un footballeur international sud-africain. Il évolue avec le club d'Highlands Park au poste d'arrière gauche.

## Biographie

### En club

#### Débuts à Highlands Park
Il commence sa carrière en 2017 en National First Division (D2). Il joue son premier et unique match le 6 mai 2018. Il entre en jeu pour une minute lors de la dernière journée contre Stellenbosch (victoire 3-0). Cette entrée en jeu lui permet d'être sacré champion, puisque Highlands Park termine à la première place du classement et se voit promu en Absa Premiership.

#### Maccabi FC
En août 2018, il décide de rester en seconde division et rejoint le Maccabi FC, club situé à Johannesbourg et qui vient d'être promu. Il dispute son premier match le 22 septembre 2018 lors d'une défaite 2-1 face à l'Ajax Cape Town. Il prend part à 15 rencontres de championnat ainsi qu'à deux matchs de Coupe d'Afrique du Sud.

#### Retour à Highlands Park
À l'été 2019, il retourne à Highlands Park. Il joue son premier match dans l'élite le 27 août 2019 contre AmaZulu (victoire 2-1). Le 1er novembre 2019, il inscrit son premier but lors d'une défaite aux tirs au but (1-1 5-4) en Telkom Knockout contre Maritzburg United.

### En sélection
Il honore sa première sélection en équipe d'Afrique du Sud le 4 août 2019, lors des qualifications du Championnat d'Afrique des nations 2020 contre le Lesotho (défaite 3-0).

## Palmarès

### En club

#### Highlands Park
- National First Division
  - Champion : 2017-2018